# جولادک
جولادک، روستایی از توابع بخش رودبارالموت شرقی شهرستان قزوین در استان قزوین ایران است.

## جمعیت
این روستا در دهستان الموت بالا قرار دارد و براساس سرشماری مرکز آمار ایران در سال ۱۳۸۵، جمعیت آن ۷۸ نفر (۲۸خانوار) بوده‌است.

## زبان
جولادکی‌ها به زبان تاتی صحبت می‌کنند.